# …Y mañana serán hombres
Pour plus de détails, voir Fiche technique et Distribution.
…Y mañana serán hombres est un film argentin en noir et blanc réalisé par Carlos Borcosque selon son propre scénario écrit en collaboration avec Jack Hall sur la base de l'intrigue d'Eduardo G. Ursini créée le 25 octobre 1939 et qui mettait en vedette Sebastián Chiola, Malisa Zini, Daniel Belluscio et Pablo Palitos. Une nouvelle version du même nom a été réalisée en 1979 par Carlos Borcosque (fils).

## Synopsis
Le nouveau directeur d'un établissement pénitentiaire gagne peu à peu la confiance des prisonniers mineurs qui y sont internés.

## Casting
- Sebastián Chiola : M. olive
- Malisa Zini : Ana
- Daniel Belluscio : Luis Molina, "El Garufa"
- Pablo Palitos : Varela
- Oscar Valicelli : Lorenzo Fernández, "El Loro"
- Salvador Lotito : Colito
- Carlos Cores
- Juan Ricardo Bertelegni : Juan Luna, "El Pibe Fenómeno"
- Mario Medrano : Chacho
- María Esther Buschiazzo : Doña Mercedes
- José Antonio Paonessa : premier directeur de la maison de correction
- Percival Murray : ministre intervenant
- Tito Gómez : El Cordobés
- Carlos Thompson : Esteban Rubio
- Ernesto Sigal : El Firulete
- Eduardo Otero
- Armando Bo
- Nathan Pinzón : journaliste
- Alberto de Mendoza
- Rafael Carret
- Armando Durán
- Rodolfo Crespi
- José Herrero
- Anita Lang
- Jorge Luz
- Diego Marcoté
- Roberto Jorge Rondinella
- Enrique Santos Discépolo
- Jorge Villoldo : le Requin
- Joaquín Petrosino : garde
- Alberto Julio Flores Gutiérrez
- Eduardo Cahe